# Gare d'Ametzola
La gare d'Ametzola est une gare ferroviaire espagnole, située dans le quartier d'Ametzola, district d'Errekalde de Bilbao, dans la province de Biscaye, communauté autonome du Pays basque. Elle dessert le Pavillon La Casilla (Pabellón la Casilla en castillan), du terrain de basket-ball Iurbentia Bilbao Basket, avec celle d'Autonomia.
Gare de la Renfe elle est notamment desservie par des trains du Cercanías Bilbao.

## Histoire
La gare a été inaugurée le 29 mai 2000 grâce au plan à l'association Bilbao Ria 2000, c'est une des quatre gares qui composent la Variante Sud Ferroviaire de Cercanías. C'est une gare souterraine, enterrée, reliée avec l'extérieur par trois élévateurs et un accès par escaliers

## Service des voyageurs

### Accueil
Elle dispose de deux plateformes souterraines.

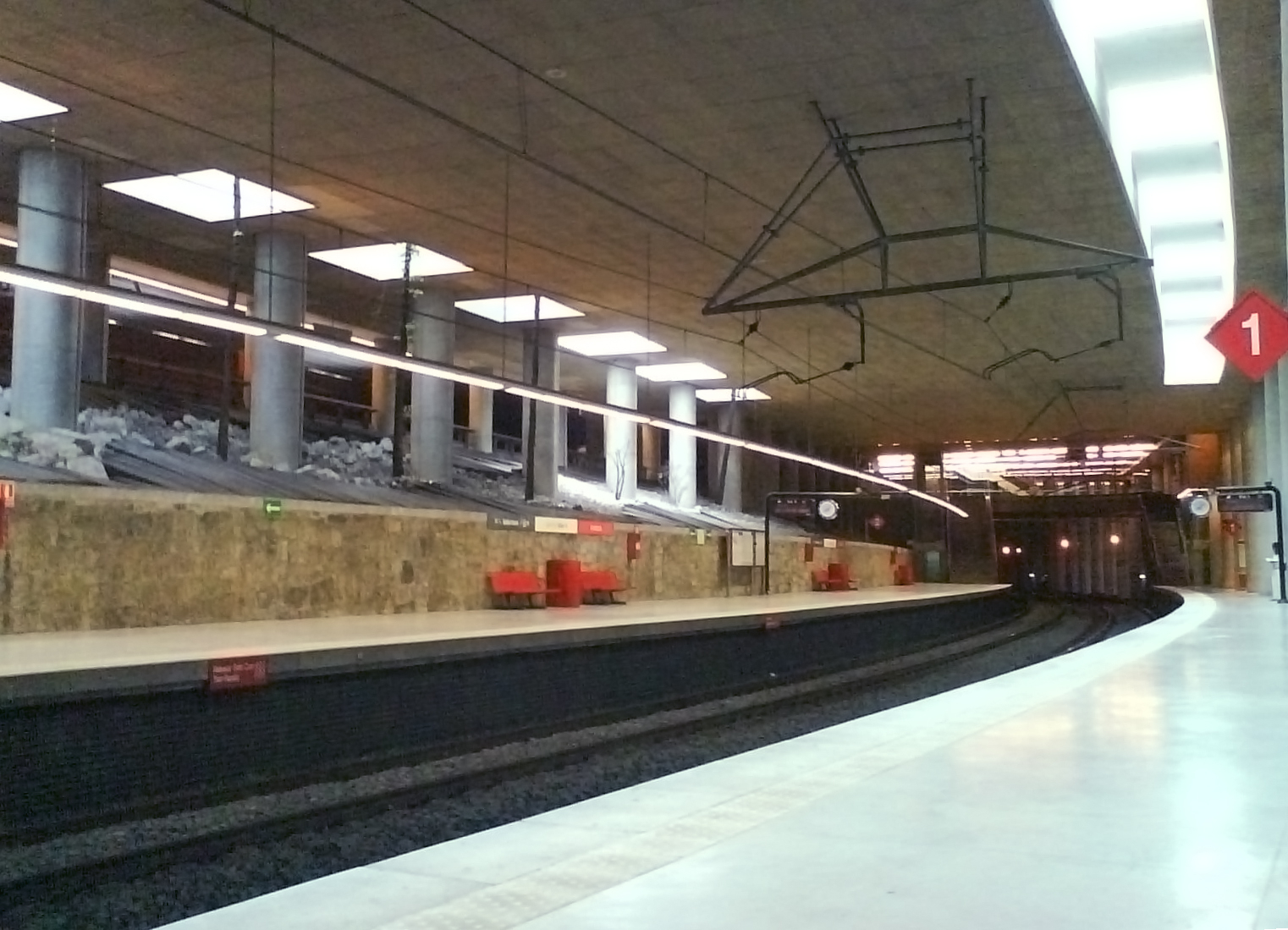
Description 1
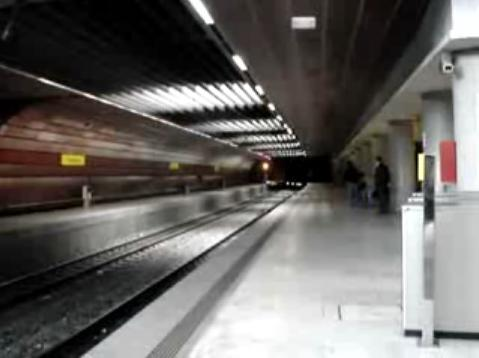
Description 2

### Desserte
| Provenance/Destination | <         | Ligne | >                | Provenance/Destination |
| ---------------------- | --------- | ----- | ---------------- | ---------------------- |
| Santurtzi              | Autonomia |       | Zabalburu        | Bilbao-Abando          |
| Muskiz                 | Autonomia |       | Zabalburu        | Bilbao-Abando          |
| Balmaseda              | Basurto   |       | Bilbao-Concordia | Bilbao-Concordia       |
| Carranza               | Basurto   | R-3b  | Bilbao-Concordia | Bilbao-Concordia       |
| Santander              | Basurto   | R-3   | Bilbao-Concordia | Bilbao-Concordia       |
| León                   | Basurto   | R-4   | Bilbao-Concordia | Bilbao-Concordia       |